# Ogmodon vitianus
La Cobra de Fiyi (Ogmodon vitianus) es una especie de serpiente venenosa perteneciente a la familia Elapidae. Es el único miembro del género monotípico Ogmodon.
Es endémica de Viti Levu (Fiyi).